# Alice au pays des merveilles (bande dessinée)
Pour les articles homonymes, voir Alice au pays des merveilles (homonymie).
Alice au pays des merveilles est une bande dessinée publiée en 1973 par la maison d'édition belge Le Lombard dans le cadre de la promotion du film Alice au pays des merveilles du Britannique William Sterling.
Écrit par Greg d'après le roman de Lewis Carroll, cet album est dessiné par Dany (personnages humains), Dupa (animaux), Turk et De Groot (décors et lettrage) et mis en couleurs par Marcy, l’épouse de Dany. Il est signé Daluc (Dany + Dupa) et Turbo (Turk + De Groot).

## Naissance de la série
Selon Dany : « Cet album était destiné à faire la promotion d’un film anglais de William Sterling. Raymond Leblanc, qui était directeur général du Lombard mais également celui de Belvision, en était le distributeur et il a eu l’idée de publier une BD pour promouvoir le film. On a bouclé l’album en un mois. »
Cette bande dessinée a d'abord été publiée dans le journal Le Soir.

## Albums
- 1 Alice au pays des merveilles, Le Lombard, Bruxelles, mars 1973
Scénario : Greg - Dessin : Dany, Bob de Groot, Dupa, Turk - Couleurs : Bob de Groot
- 1 Alice au pays des merveilles, MC Productions, novembre 1987
Scénario : Greg - Dessin : Dany, Bob de Groot, Dupa, Turk - Couleurs : Bob de Groot